# Cuivré fuligineux
Lycaena tityrus
Espèce
Le Cuivré fuligineux ou Argus myope (Lycaena tityrus) est une espèce paléarctique de lépidoptères (papillons) de la famille des Lycaenidae et de la sous-famille des Lycaeninae.

## Systématique
L'espèce Lycaena tityrus a été décrite par Nicolaus Poda von Neuhaus en 1761.
Synonymes, : 
- Papilio tityrus Poda, 1761 — protonyme
- Heodes tityrus (Poda, 1761)
- Papilio circe (Denis et Schiffermüller, 1775)
- Papilio dorilis (Hufnagel, 1766)

### Sous-espèces
- Lycaena tityrus tityrus (Poda, 1761)
- Lycaena tityrus bleusei (Oberthür, 1884).
- Lycaena tityrus subalpinus ou Lycaena subalpinus (Speyer, 1851)[3].

## Noms vernaculaires
- en français : le Cuivré fuligineux, l'Argus myope[1]
- en anglais : Sooty Copper
- en allemand : Brauner Feuerfalter
- en néerlandais : Bruine vuurvlinder[2]

## Description
Le Cuivré fuligineux est un petit papillon présentant des variations entre les sexes, entre les générations et entre les sous-espèces. Le dessus peut être marron orné de quelques points noirs aux antérieures (femelle de L. t. subalpinus) orné en plus d'une ligne submarginale de points orange aux postérieures (mâle de L. t. tityrus), ou des antérieures orange plus ou moins bordées de marron et ornées des mêmes points (chez L. t. bleusei et la femelle de L. t. tityrus).
Le revers, d'un ton entre le gris clair et le beige, orné de points noirs entouré de blanc, présente à l'aile postérieure une ligne submarginale de points jaunes chez la femelle de L. t. subalpinus, orange chez L. t. tityrus dont l'aile antérieure de la femelle est orange au centre.
Pour la seconde génération le mâle présente plus de points submarginaux orange, la femelle des suffusions orange.

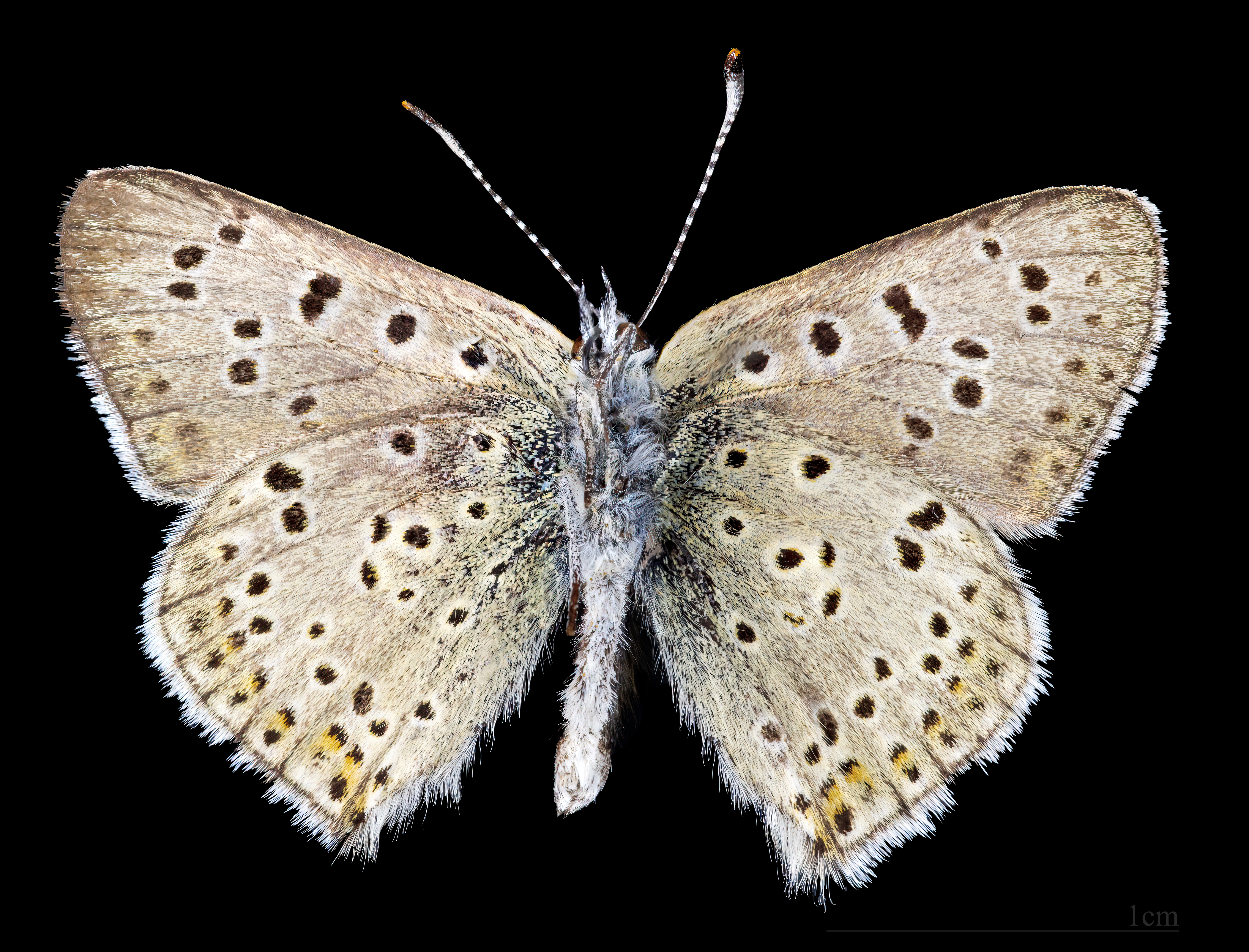
Lycaena tityrus ♂  △ MHNT
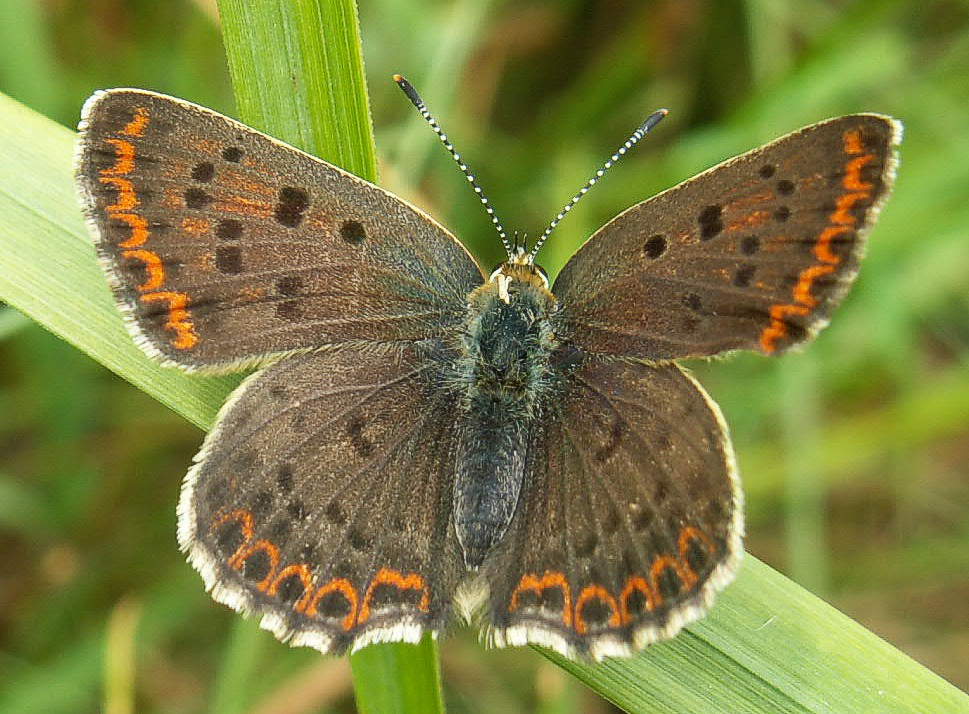
L. t. tityrus, femelle sombre.
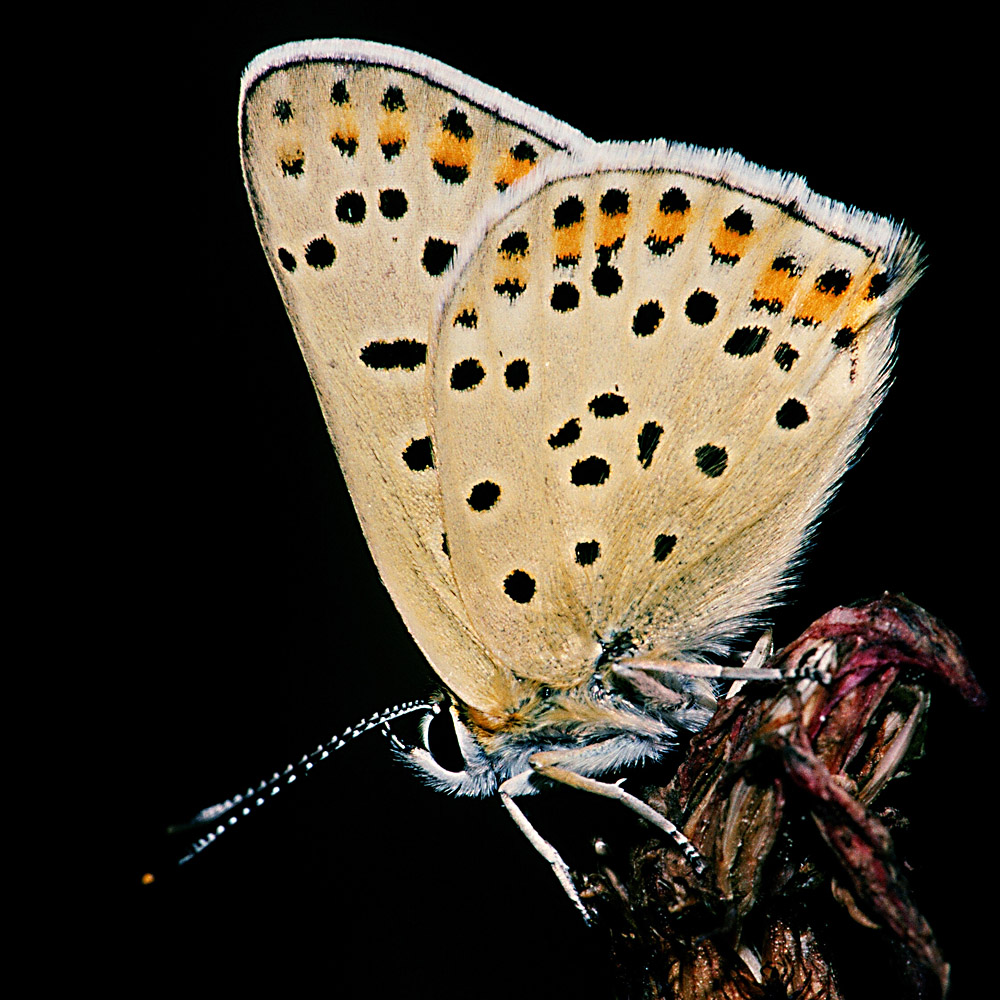
L. t. tityrus, revers d'un mâle.

### Chenille et chrysalide
Les œufs sont pondus sur les plantes hôtes Rumex acetosella et Rumex scutatus pour L. t. subalpinus.

### Espèces proches ou ressemblantes
Le Cuivré fuligineux est parfois difficile à différencier du Cuivré mauvin  (Lycaena alciphron) et du Cuivré commun (Lycaena phlaeas) dans leurs aires de répartition communes.

## Biologie

### Période de vol et hivernation
Il vole en deux générations, d'avril à juin puis de juillet à septembre, mais n'aurait qu'une génération au-dessus de 1 500 mètres et au contraire plusieurs d'avril à octobre dans les régions chaudes à faible altitude.
Il hiverne à l'état de jeune larve.

### Plantes hôtes
Les plantes hôtes sont des Rumex ou (oseilles sauvages) en particulier Rumex acetosella pour L. t. tityrus et Rumex scutatus pour L. t. subalpinus.

## Écologie et distribution

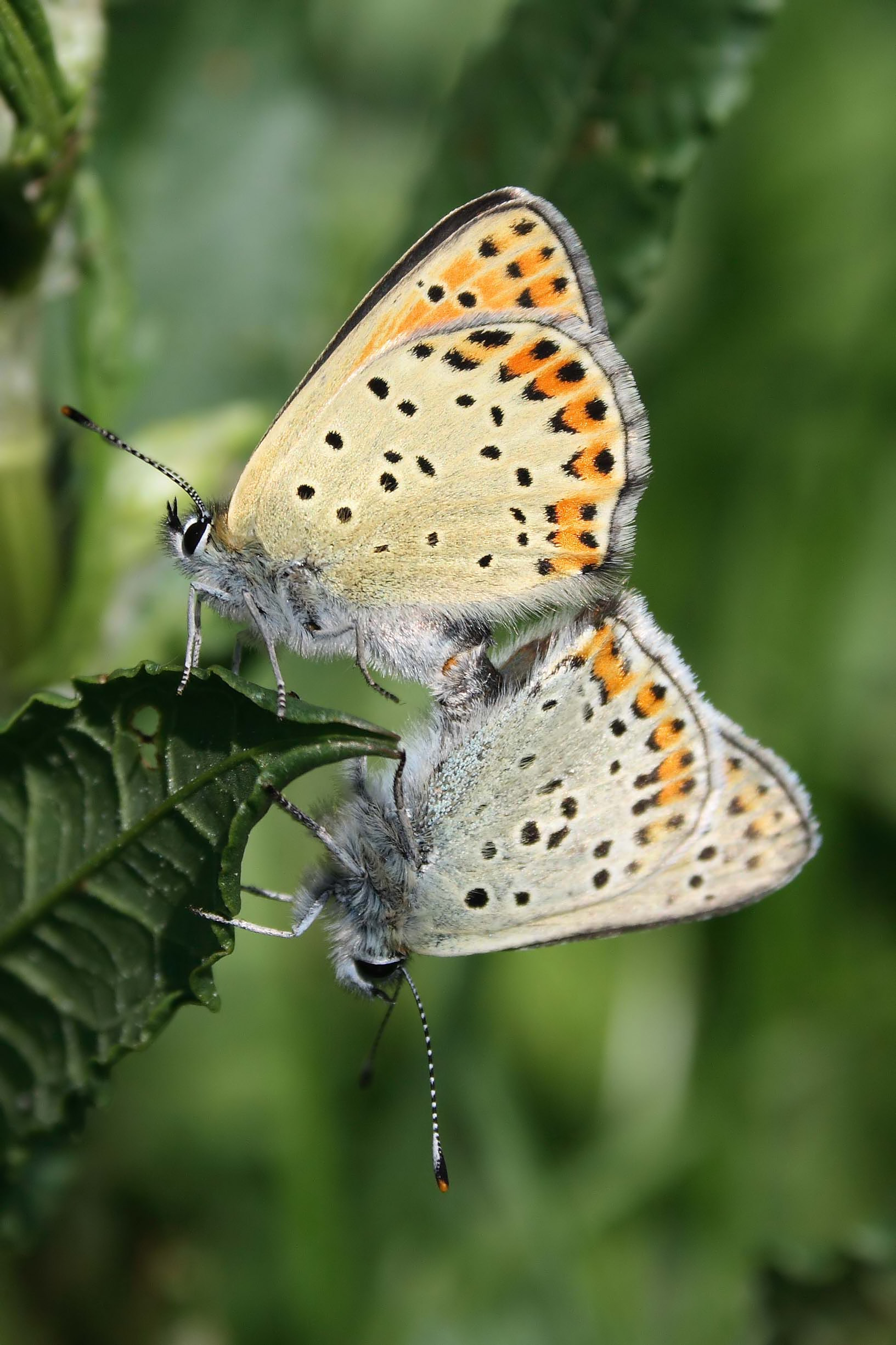
Accouplement, Toscane.

Son aire de répartition est eurasienne, comporte toute l'Europe continentale du nord de l'Espagne à la Pologne et de la Turquie à la Sibérie.
En France il est présent dans tous les départements mais pourrait, étant donné l'absence de relevé depuis plusieurs années, avoir disparu des départements de la façade de la Manche, de Corse et de nombre d'autres départements,.
L. t. subalpinus est présent dans les Pyrénées et les Alpes en France, Italie, Suisse, Allemagne et Autriche de 1 200 à 2 500 mètres.
L. t. bleusei est présent dans une zone isolée en Espagne autour de Madrid.

### Biotope
Il aime les prairies fleuries, les lieux broussailleux herbus et fleuris.

### Protection
Pas de statut de protection particulier.